# クルガン (都市)
クルガン（ロシア語: Курган; Kurgan）は、ロシア連邦の都市。人口は約31万人（2021年現在）。クルガン州の州都で、トボリ川に臨む。モスクワからは1,973キロメートル離れており、カザフスタン共和国との国境に近い。ウラル山脈以東では有数の古い町である。町の名称は、郊外にクルガン（高塚状の墳墓）があることに由来する。

## 歴史
1662年に建設され、ツァリョーヴォ・ゴロジーシチェ（ロシア語: Царёво Городи́ще; Tsaryovo Gorodishche）「皇帝の大都」と名づけられた。1782年にクルガンに改称され、都市として登録される。1893年にシベリア鉄道が開通し、町が大きく発展した。1943年にクルガン州が設置された際に、その州都とされた。

## 友好都市
- ルーフィナ（イタリア、フィレンツェ県） 1982年
- アップルトン（アメリカ合衆国、ウィスコンシン州） 1990年